# Jude (zespół muzyczny)
Jude (zapis stylizowany: JUDE) – polski zespół muzyczny grający industrial, noise i punk rock, założony w 1993 w Łodzi przez Wiktora Skoka, braci Walczak i Konrada Kondora.

## Historia
Jude powstał w 1993 roku w okresie upadku przemysłu w Łodzi. Estetyka zespołu odwoływała się do nazizmu oraz przemysłu ciężkiego. Jednocześnie muzycy jawnie głosili wartości antyfaszystowskie, pomimo tego spotykając się z niezrozumieniem oraz nie uzyskiwaniem pozwoleń na granie koncertów. Pomimo skojarzeń z nazistami, Wiktor Skok trafił na listę faszystowskiej organizacji RedWatch i był napadany przez neofaszystów.
Zespół koncertował w Polsce i za granicą: w Dreźnie, Pradze, Wilnie, Toruniu także m.in. na czeskim festiwalu Two Nights of Darkness, Festiwalu Łódź Czterech Kultur, Castle Party,  na Festiwalu Requiem Records  w Warszawie i w willi Henryka Grohmana w Łodzi. Muzycy wydawali płyty nakładem własnym. W 2016 związali się z wytwórnią płytową Requiem Records. W 1996 zespół wystąpił w etiudzie filmowej Piotra Szczepańskiego pt. „Jesteśmy”.
Ubiór muzyków charakteryzują stroje robocze i militarne, ogolone głowy, glany i łańcuchy oraz metalowe elementy pochodzące ze złomu lub maszyn

## Muzyka
Muzyka zespołu określana jest jako industrial i noise. Muzycy deklarują swoje przywiązanie także do punk rocka. Inspiracją dla twórczości muzycznej zespołu był przemysł lekki, odgłosy pracujących w fabrykach maszyn tkackich. Początkowo muzycy nagrywali na budowach, w tunelach, stacjach metra, złomowiskach, torach i bocznicach kolejowych, a także w łódzkich fabrykach i zakładach, m.in. w halach zakładów Komax i halach naprawczych MPK przy ul. Tramwajowej, na szkielecie szpitala Akademii Medycznej i w bunkrach pod parkiem im. księcia J. Poniatowskiego w Łodzi. Muzycy z czasem zaczęli korzystać z kamer pogłosowych i automatów perkusyjnych, tworząc industrialne jamy.

## Logo i nazwa
Nazwa Jude pochodzi z języka niemieckiego i oznacza Żyda. Słowo to było popularnym napisem na murach w latach 90. XX wieku w Łodzi i zostało spopularyzowane przez kibiców piłkarskich, którzy traktowali słowo Jude jako obelgę, stanowiąc jednocześnie inspirację dla założycieli zespołu. Jednocześnie nazwa odwołuje się do licznie zamieszkujących Żydów w Łodzi do II wojny światowej. Istotą wyboru nazwy była jego wieloznaczność i kontrowersyjność Do sporządzenia loga zespołu użyto szwabachy – fontu Tannenberg.

## Skład
- Wiktor Skok – wokal,
- Jacek Walczak – gitara,
- Michał Fryc – gitara basowa,
- Michał Wojewoda – perkusja[5].

## Albumy
| Tytuł                            | Dane dot. albumu                                   |
| -------------------------------- | -------------------------------------------------- |
| Ultimate Obedience               | - Data: 4 kwietnia 1997 - Wydawca: nakład własny.  |
| Sickness Bag                     | - Data:14 lipca 1999 - Wydawca: nakład własny      |
| Combat Exhaustion                | - Data: 2 stycznia 2003 - Wydawca: nakład własny   |
| Stat                             | - Data: 1 czerwca 2015 - Wydawca: Requiem Records  |
| Ultimate Obedience (reedycja)    | - Data: 2016 - Wydawca: Requiem Records            |
| Pigment                          | - Data: 20 grudnia 2017 - Wydawca: Requiem Records |
| Broken Pillar                    | - Data: 7 maja 2020 - Wydawca: Requiem Records     |
| Combat Exhaustion – Reissue 2021 | - Data: 20 grudnia 2021                            |
| Zakaz                            | - Data: 1 listopada 2024 - Wydawca: Kulturkampf    |